# De stridande staterna
De stridande staterna (kinesiska: 战国, pinyin: Zhànguó), eller de hundra skolorna (kinesiska: 諸子百家, zhuzi baijia) är en period i Kinas historia som börjar på 400-talet f.Kr. under Östra Zhoudynastin och slutar 221 f.Kr. när Kina förenas genom Qindynastin, efter Qins föreningskrig. Perioden är en av två perioder inom den Östra Zhoudynastin, där den andra är vår- och höstperioden.

## Avgränsning
Olika historiker ger olika startdatum för perioden såsom 481 f.Kr., när krönikan Chunqiu ("Vår och höst") avslutas, vissa anger 476 f.Kr., andra 453 f.Kr. när staten Jin delades i tre områden.  Andra historiker anger 403 f.Kr. när uppdelningen av staten Jin formellt godkänns av Zhous kung. Historikerna är dock överens om att perioden avslutas 221 f.Kr. när Kina enas i Qindynastin.

## Historia
Zhoudynastins kungamakt hade försvagats kraftigt under Östra Zhoudynastin och Kina var splittrat i en mängd mindre riken styrda av före detta feodalherrar som började kalla sig själva för kungar och var i allt väsentligt självstyrande. Det var stridigheter mellan rikena i ständigt växlande koalitioner. Ett urval av de mer betydelsefulla rikerna:
- Qin - västra territorierna kring Weifloden.
- Rikena i södra delen av Shanxi efter delningen av Jin år 403 f.Kr.:
  - Han - södra delen längs Gula floden
  - Wei - de mellersta delarna
  - Zhao - norra delen

- Qi - östra delen av Shandong
- Chu - runt Hanfloden
- Yan - norr runt  Peking
- Yue - nära dagens Shanghai
- Ba - östra Sichuan
- Shu - västra Sichuan

Många riken hade inte ekonomi att upprusta militärt och blev erövrade. Mot slutet av perioden var det sju riken kvar, "de sju starka" (七雄)  ; Han, Wei, Zhao, Chu, Qi, Yan och Qin. . Målet för de flesta av dessa var att ena Kina under egen ledning, något som skedde år 221 f.Kr. när Qin efter Qins föreningskrig besegrat de kvarvarande konkurrenterna och Kinas första kejsare Qin Shi Huangdi grundade Qindynastin (221-206 f.Kr.).

### Kultur
Under perioden uppstod en mängd filosofiska och strategiska skolor. Många olika läror uppkom under perioden och kallas för de hundra skolorna (百家). Under perioden gjordes också stora tekniska framsteg inom krigskonsten, och den totala militära kapaciteten ökade kraftigt. Nytt högkvalitativt stål främjade utvecklingen av pansar, hjälmar och vapen. Infanteriet och kavalleriet utvecklades, och försvarsmurar började byggas. Några av dessa försvarsmurarna blev basen till den Kinesiska muren som byggdes under Qindynastin.
Perioden utgör också bakgrund för flera moderna kinesiska filmer som Hero och Kejsaren och mördaren.

Animerad karta över tiden för de stridande staterna.